# Мисс Азербайджан
Мисс Азербайджан - Miss Azerbaijan (азерб. Miss Azərbaycan Milli Gözəllik Müsabiqəsi)— Национальный конкурс красоты, проводимый в Азербайджане с целью выбора самой красивой девушки страны. Победительницы представляют Азербайджан на международных конкурсах красоты. Впервые, после обретения Азербайджаном независимости, был проведен в 1996 году. Основатель и главный организатор конкурса - писатель, журналист, публицист - Анеля Ордухан. Официальные страницы конкурса в социальных сетях: @missmisterazofficial (instagram), Miss & Mister Azerbaijan (facebook)

## История

### Дореволюционный период

#### Тугра ханум Талышинская
История участия азербайджанских красавиц в международных конкурсах красоты уходит своими корнями в ещё дореволюционный период. Так, в проходившем в 1912 году в Тифлисе конкурсе красоты «Мисс Кавказ», лаврового венка а также титула первой красавицы юга России была удостоена дочь азербайджанского бека Аскерхана Талышинского - Тугра ханым Талышинская, которой затем, уже на всероссийском смотре красавиц, присвоили звание «Мисс Россия 1912».

#### Сона ханум Мехмандарова

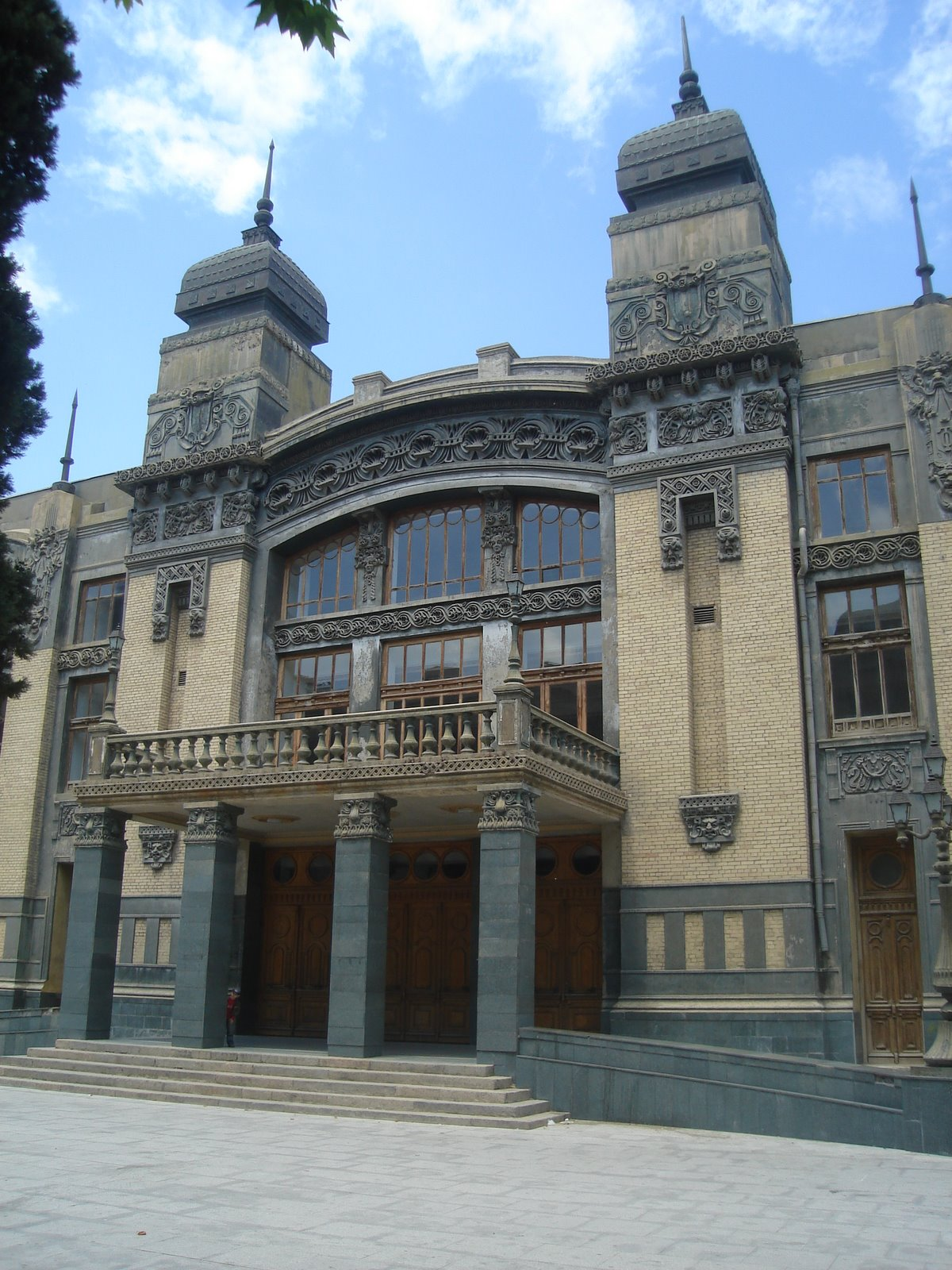
Театр оперы и балета - место проведения первого в Азербайджане конкурса красоты

Ещё больших успехов добилась Сона ханым Мехмандарова - дочь лянкяранского градоначальника Наги бека Мехмандарова и племянница карабахского бека, легендарного генерала от артиллерии Российской Императорской Армии, военного министра Азербайджанской Демократической Республики - Самед бека Мехмандарова.
Первым успехом ленкоранской красавицы стала победа на бакинском конкурсе красоты, проходившем в новом здании общественного собрания (ныне Бакинская Филармония) и собравшего весь бакинский бомонд. Этот успех стал переломным моментом в яркой, но не простой судьбе юной провинциальной девушки. Далее последовали звание лауреата тифлисского конкурса «Мисс Кавказ», затем – головокружительный успех на общероссийских смотринах красавиц и титул «Мисс Россия».
Ну и наконец главным триумфом Соны Мехмандаровой стала изумрудная корона и Гран-при парижского конкурса красоты «Мисс Мира». После ошеломляющего успеха, обладательница богатого состояния и признанная «Мисс мира», приобретает роскошный особняк в центре российской столицы, переезжает в Петербург и активно включается в светскую жизнь. В Баку она возвращается лишь стустя более, чем пол века, в 1966 году.

### Новейшая история
15 августа 1996 года в столице Азербайджана, в Азербайджанском государственном академическом театре оперы и балета им. Мирзы Фатали Ахундова, прошёл первый после обретения страной независимости, национальный конкурс красоты, который первоначально именовался «Мисс Баку». Явной фавориткой считалась Нармина Зарбалиева, которая в итоге и стала победительницей конкурса. Титул второй красавицы - «Вице-Мисс Баку» завоевала Нателла Керимова.
Уже в следующем, 1997 году, конкурс стал называться «Мисс Азербайджан», а корону завоевала Гюльсара Рзаева. Прошлогодняя победительница конкурса завоевала титул «Вице-мисс Азербайджана».

## Победительницы конкурса с 1996 года
| Год  | Имя                  | Родной город |  |  |
| ---- | -------------------- | ------------ |  |  |
| 1996 | Нармина Зарбалиева   | Баку         |  |  |
| 1997 | Гюльсара Рзаева      | Баку         |  |  |
| 1998 | не проводился        |              |  |  |
| 1999 | Фатима Абаскулиева   | Баку         |  |  |
| 2000 | Валида Аббасова      | Баку         |  |  |
| 2001 | не проводился        |              |  |  |
| 2002 | Самира Расулова      | Баку         |  |  |
| 2003 | Сабина Хашимова      | Баку         |  |  |
| 2004 | Олеся Сергеева       | Баку         |  |  |
| 2005 | Шовкят Гасымова      | Баку         |  |  |
| 2006 | Гюнай Мусаева        | Баку         |  |  |
| 2007 | не проводился        |              |  |  |
| 2008 | не проводился        |              |  |  |
| 2009 | не проводился        |              |  |  |
| 2010 | Гюльнара Алимурадова | Баку         |  |  |
| 2011 | не проводился        |              |  |  |
| 2012 | Айсель Манафова      | Баку         |  |  |
| 2013 | Фидан Мамедова       | Баку         |  |  |
| 2014 | Джавидан Гурбанова   | Баку         |  |  |
| 2015 | Натали Соколевская   | Гомель       |  |  |
| 2016 | Оксана Бархатова     | Ростов       |  |  |
| 2017 | Разият Алиева        | Баку         |  |  |
| 2018 | Нармина Гаджиева     | Баку         |  |  |
| 2019 | Самра Гусейнова      | Сумгаит      |  |  |
| 2021 | Милан Бабаева        | Баку         |  |  |
| 2022 | Нурлана Велиева      | Баку         |  |  |
| 2023 | Камелия Юссеф        | Москва       |  |  |
| 2024 | Дениз Исмиева        | Мерсин       |  |  |

## Участие в международных конкурсах красоты

### В Азербайджане
В 2002 году в столице Азербайджана - Баку, впервые был проведен международный конкурс красоты стран Прикаспийского региона «Мисс Хазар - 2002», победительницей которого стала Лала Мустафаева из Азербайджана.
В сентябре 2012 года в Баку прошёл международный конкурс красоты «Miss Civilization of The World 2012» («Мисс Цивилизация мира - красота культур 2012»), в котором представители 24 стран мира боролись за бриллиантовую корону стоимостью 25 000 евро. Победительницей стала представительница Черногории Йована Лекич. Одним из членов жюри конкурса была обладательница титула «Мисс Вселенная 2002», россиянка Оксана Федорова.

### За рубежом
В 2003 году юная красавица из Азербайджана Натаван Гаджиева стала победительницей детского конкурса красоты «Мир детей», который ежегодно проводится в США. Натаван победила во всех номинациях и стала обладательницей семи медалей и двух кубков.
В марте 2009 года, две представительницы Азербайджана - Айгюль Мамедова и Бахар Шихалиева впервые приняли участие в Международном конкурсе красоты среди женщин-инвалидов, который прошёл в турецком городе Анталья.

#### Мисс Вселенная
Впервые Азербайджан на международном конкурсе «Мисс Вселенная 2013», который будет проходить 5-9 ноября в 2013 году в Москве, будет представлять «Мисс Азербайджан 2012» Айсель Манафова.

## Региональные конкурсы

### «Маленькие мисс и мистер Азербайджан-2007»
13 июля 2007 года в Баку, во дворце торжеств «Карван», прошёл финальный этап конкурса «Маленькая мисс и мистер Азербайджан-2007», организованного Азербайджанской ассоциацией моды. В трех возрастных категориях победителями стали: старшая возрастная категория с 13 до 15 лет – Сара Алиева и Эльнур Аббасов, средняя возрастная категория с 9 до 12 лет – Шаргия Дадашева и Эльшад Аббасов, младшая возрастная категория с 4 до 8 лет – Гюнель Ахундова,Камилла Ниязова и Рауф Гаджиев. Победители во всех трех возрастных группах, получили право представить Азербайджан на 46-м конкурсе красоты «Мир детей», который традиционно проходит в США.

## Интересные факты
Проведенный в 2000 году конкурс красоты, в котором выбиралась самая красивая девушка республики, именовался не «Мисс Азербайджан», а «Мисс Миллениум 2000».
Одним из ведущих конкурса «Мисс Азербайджан 2010» был знаменитый российский шоумен и телеведущий Леонид Якубович.
Обладательница номинации «Мисс Талант» конкурса красоты «Мисс Азербайджан 2011» Эльнара Казимова, принимала участие в национальном отборе песенного конкурса «Евровидение 2012».
Победительница конкурса «Мисс Азербайджан 2012» Айсель Манафова получила шанс представить страну на международном конкурсе красоты «Miss Asia USA 2012».